# Coco (chanson de Wejdene)
Pour les articles homonymes, voir Coco.
Singles de Wejdene
Anissa
(2020) Allo
(2020)
Pistes de 16
Anissa Nananeh
Coco, est un single de la chanteuse Wejdene, sorti le 19 août 2020, extrait de son album 16. Il est certifié disque d'or en France, avec près de 10 000 exemplaires vendus en trois jours, et disque de platine en 2021, avec 30 millions de streams sur les plateformes.

## Écriture et composition
Coco est une chanson R&B et pop urbaine. La chanson est co-écrite par Wejdene, Mehdi Nine, Feuneu, Big Tom, Davy One et Chulo. Loxon, Chichi 2031 et Feuneu assurent la production de la chanson.
La chanson a été écoutée plus de quinze millions de fois en streaming selon NRJ et plus vingt-et-un millions en streaming sur Spotify le clip a eu plus cinquante-neuf millions de vues sur YouTube.
Wejdene a chanté Coco pour les NRJ Music Awards 2020 et La Chanson de l'année 2021.

## Classement
| Classement (2020)                              | Meilleure position |
| ---------------------------------------------- | ------------------ |
| Belgique (Flandre Ultratip Bubbling Under 100) | 96                 |
| Belgique (Wallonie Ultratop 50 Singles)        | 28                 |
| France (SNEP)                                  | 3                  |
| Suisse (Schweizer Hitparade)                   | 81                 |

## Certification
| Région | Certification | Ventes/Streams |
| --- | ------------- | -------------- |
| France (SNEP) | Platine       | 30 000 000‡    |
| *Ventes selon la certification ^Mise en rayon selon la certification xNon précisé par la certification ‡ventes/streaming selon la certification |               |                |